# Johannes Hübl
Johannes Hübl (* 18. September 1960 in Elsbethen, Salzburger Land) ist ein österreichischer Forstingenieur und seit 2011 Professor für Naturgefahren in Wien.

## Leben
Johannes Hübl studierte Forstwirtschaft  mit dem Schwerpunkt Lawinen- und Wildbachverbauung an der Universität für Bodenkultur (BOKU) Wien von 1979 bis 1989 und schloss dieses als Diplomingenieur ab.
Danach war er in einer Forschungsstelle tätig.
Seit 1991 war Johannes Hübl Universitätsassistent am Institut für Lawinen- und Wildbachschutz an der BOKU, seit 1992 dessen stellvertretender Leiter. 2000 wurde er zum Assistenzprofessor am umbenannten Institut für Alpine Naturgefahren und  Forstliches Ingenieurwesen an der BOKU berufen,  2001 zum Vorstand des Instituts und zum außerordentlichen Professor. Seit 2011 ist er als Universitätsprofessor tätig. Seit 2015 bietet er auch Lehrveranstaltungen an der Universität Wien an.
Hübl wurde auch als Experte für Naturgefahren in österreichischen und deutschen Medien konsultiert.
2022 wurde er als ein Gutachter im Gerichtsprozess des peruanischen Bauern Saúl Luciano Lliuya gegen RWE bestellt.

## Publikationen (Auswahl)
Johannes Hübl veröffentlichte verschiedene Studien, vor allem zu Naturgefahren und Vorsorgemaßnahmen.
- mit M. Arai, R. Kaitna: Occurrence conditions of roll waves for three grain- fluid models and comparison with results from experimentsand field observation., In  Geophysical Journal International, 2013
- mit R. Kaitna: Silent Witnesses for torrential Processes. In: M. Schneuwly-Bollschweiler; M. Stoffel; F. Rudolf-Miklau (Eds.) Dating Torrential Processes on Fans and Cones. Methods and Their Application for Hazard and Risk Assessment (Advances in Global Change Research) 47, Springer, Dordrecht 2012, S. 111–130. ISBN 978-94-007-4335-9
- mit H. Kienholz, A. Loipersberger: Documentation of Torrential Events. In: M.  Schneuwly-Bollschweiler; M.  Stoffel; F. Rudolf-Miklau (Hrsg.): Dating Torrential Processes on Fans and Cones. Methods and Their Application for Hazard and Risk Assessment (Advances in Global Change Research) 47, 319–326; Springer, Dordrecht, 2012, p. 319–326. ISBN 978-94-007-4335-9
- mit J. Suda, M. Holub, W. Jaritz, H. Starl, F. Rudolf-Miklau: Gefährdungs- und Schadensbilder für Gebäude. In: J. Suda, F. Rudolf-Miklau, Bauen und Naturgefahren - Handbuch für konstruktiven Gebäudeschutz. Springer, Wien, New York, 2012. S. 71–117. ISBN 978-3-7091-0680-8 Digitalisat